# Sophronica sparsepilosa
Sophronica sparsepilosa là một loài bọ cánh cứng trong họ Cerambycidae.